# Pilis-nyergi-víznyelőbarlang
A Pilis-nyergi-víznyelőbarlang Magyarország megkülönböztetetten védett barlangjai között volt. A Duna–Ipoly Nemzeti Parkban lévő Pilis hegységben található. Turista útikalauzokban is szerepel.

## Leírás
A Pilis-nyeregben lévő turistaút-csomópont közelében helyezkedik el. Néhány turistatérkép jelöli helyét. Időszakos víznyelőként működik. A barlangjáró alapfelszereléssel járható barlang csak engedéllyel tekinthető meg. Jelenleg nem látogatható, mert beomlott.
1967-ben volt először Pilis-nyergi-víznyelőbarlangnak nevezve a barlang az irodalmában. Előfordul a barlang az irodalmában Pilisnyergi viznyelő (Bertalan 1976), Pilis-nyergi-viznyelő (Kordos 1977), Pilis-nyergi-víznyelő (Kordos 1984) és Pilisnyergi víznyelő (Horváth, H. Kelemen, Torma 1979) neveken is.

## Kutatástörténet
Az 1961. évi Karszt- és Barlangkutatóban lévő áttekintésben meg van említve, hogy a Kadić Ottokár Barlangkutató Csoport 1961-ben elkezdte a pilis-nyergi víznyelő bontását. A Karszt- és Barlangkutatási Tájékoztató 1962. január–februári számában meg van említve, hogy 1961-ben a klastromligeti kutatótáborozáskor végzett bontómunkát a Kadić Ottokár Karszt- és Barlangkutató Szakosztály egyik munkacsoportja a Pilis-nyeregben lévő időszakos víznyelőben. A folyóirat márciusi számából megtudható, hogy a szakosztály egyik munkacsoportja 1961-ben a Pilis-nyeregben található időszakos víznyelő kibontásán dolgozott. A tagok védő-, duzzasztógátat építettek az időszakos patakmederben, majd a nyelő fölé 3 lábú állványra csigát szereltek. A megnyitott, törmelékkövek között haladó nyelő függőleges, kb. 6 m hosszú és kb. 1 m átmérőjű. Innen oldalirányban még egy 4 m hosszú és kb. 20° dőlésű járatot tettek járhatóvá, de időhiány miatt befejezték a munkát. A kürtőben jól látható, hogy a kövek nagyon erodáltak. Gyenge, kifelé áramló huzat volt érzékelhető.
1964-ben 20 m hosszúságig sikerült feltárni a barlangot a csoport tagjainak, akik a járat végén egy kis termet találtak. Az 1967-ben kiadott Pilis útikalauz szerint a Pilis-tető É-i tagja, a Nagy-Szoplak és a Fekete-hegy közötti Pilis-nyeregben víznyelő van, amelyet dorogi barlangkutatók bontottak meg. 1964 nyarán, 15 m mélységben jutottak be a kutatók a Pilis-nyergi-víznyelőbarlang első kis termébe, amelynek falát szép cseppkőbekérgezés és kis cseppkövek díszítik. A feltáró munka folytatására biztat a bontás nyomán megindult erős légáramlás. 1974-ben folytatta a munkát a Kadić Ottokár Barlangkutató Csoport a Juventus Barlangkutató Csoporttal közösen, és 4 m-rel növelték a barlang hosszát, amely akkor kb. 24 m volt. 1974-ben a Foton Barlangkutató Csoport elkészítette a barlang fénykép-dokumentációját.
Az 1974-ben megjelent, Pilis útikalauz című könyvben, a Pilis hegység és a Visegrádi-hegység barlangjainak jegyzékében (19–20. old.) meg van említve, hogy a Pilis hegység és a Visegrádi-hegység barlangjai között van a Pilis-nyergi-víznyelőbarlang. A Pilis hegység barlangjait leíró rész szerint a Nagy-Szoplak (a Pilis-tető É-i tagja) és a Fekete-hegy között húzódó Pilis-nyeregben van egy víznyelő. 1975-ben állagmegóvási és járattakarítási munkát végeztek benne a Kadić Ottokár Barlangkutató Csoport tagjai. Az 1976-ban befejezett, Magyarország barlangleltára című kéziratban az olvasható, hogy a Pilis hegységben, a Pilis-vonulatban, Kesztölcön helyezkedik el a Pilisnyergi viznyelő. A Nagy-Szoplák és a Fekete-hegy közötti Pilis-nyeregben van bejárata. Az időszakos víznyelő 26 m hosszú és 15 m mély. A kézirat barlangra vonatkozó része 1 irodalmi mű alapján lett írva. Az 1976. évi MKBT Meghívóban közölt listában meg van említve, hogy a Kadić Ottokár Barlangkutató Csoportnak a Fényes Elek Barlangkutató Csoporttal együttműködve 1976-ban volt kutatási engedélye a Pilis hegységben lévő Pilisnyergi-viznyelő kutatásához.

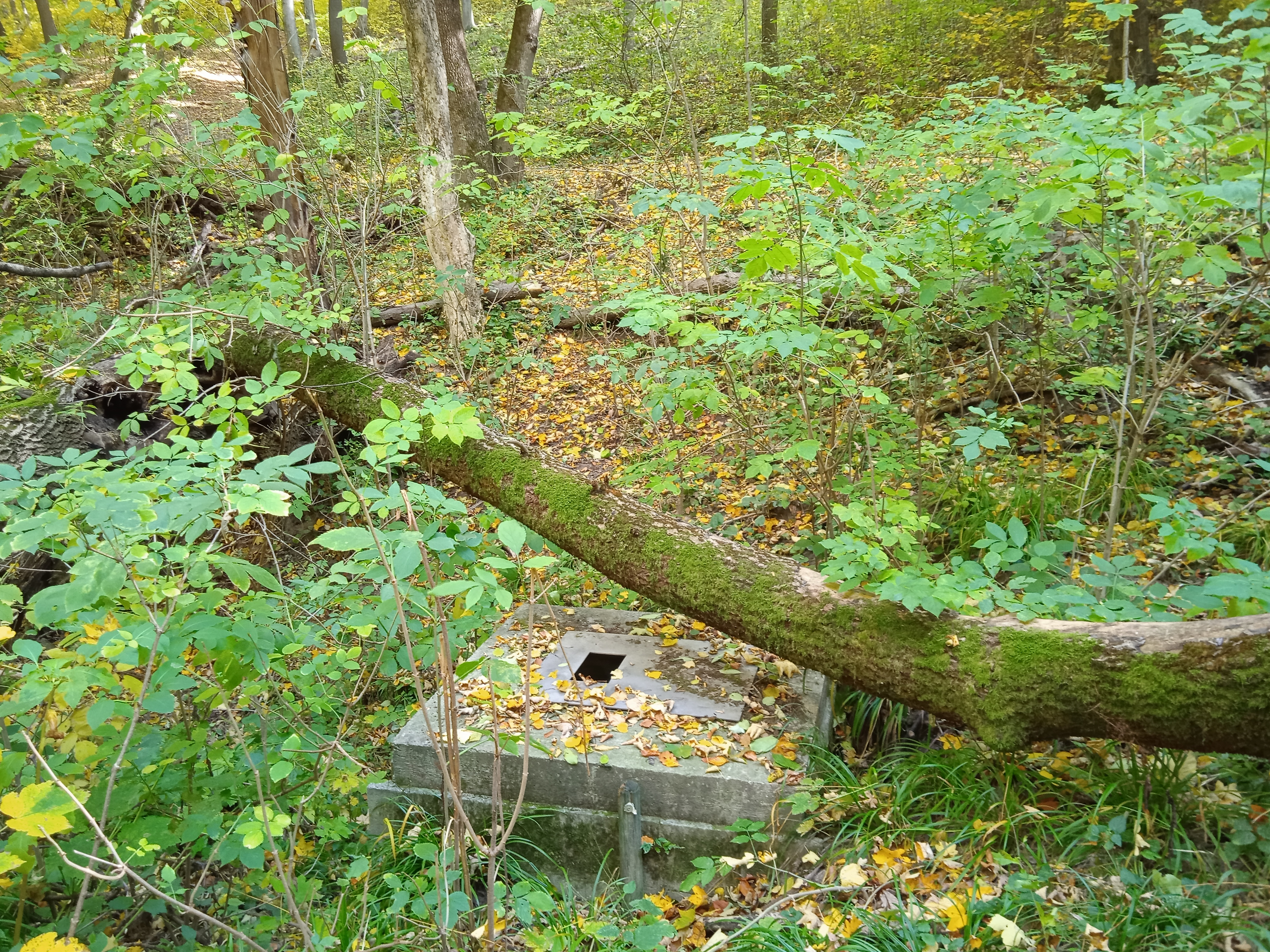
A Pilis-nyergi-víznyelőbarlang bejárata 2021-ben

A Kadić Ottokár Barlangkutató Csoport és a Fényes Elek Barlangkutató Csoport 1976-ban lejutott 34 m mélyre a barlangban. Ekkor klimatológiai méréseket folytattak az üregrendszerben. Az 1976. évi MKBT Beszámolóban kiadott, Jánossy Dénes által írt jelentésben meg van említve, hogy 1976-ban előkerült szórvány őslénytani lelet a Pilis hegységben lévő Pilisnyergi viznyelőből (Lendvay Ákos). Az 1976. évi MKBT Beszámolóban napvilágot látott, Kordos László által írt jelentésben szó van arról, hogy Lendvay Ákos 1976. október 10-én, a Pilis-nyergi-viznyelő kb. 13–15 m mélységéből, valószínűleg bemosott üledékből gyűjtött Equus caballus csontokat. A kb. 40 m hosszú barlang 1977-ben fel lett mérve.
Az 1977. évi MKBT Beszámolóban megjelent, Kordos László által írt jelentésben az olvasható, hogy Farkas Lajos (Dorog) a víznyelő 13–15 m-es mélységében lévő bemosott üledékben talált egy ló fogat, amelyet Lendvay Ákos 1977. május 16-án adott le a Magyar Állami Földtani Intézetbe. Az 1979-ben napvilágot látott, Komárom megye régészeti topográfiája című könyvben szó van arról, hogy Benedek Anikó a Pilisszentléleken lévő Pilisnyergi víznyelő (18/8. sz. lelőhely, római kor, talán falu, vagy telep) partfalából, 1962-ben gyűjtött római kori festett piros fazéktöredéket, nagy üvegpalack aljrészét, későrómai szürke, szemcsés anyagú tálkatöredékeket és egy hullámvonalköteggel díszített téglatöredéket (Dorogi Szénmedence Tájmúzeuma 62.15.1–7. A tájmúzeum gyűjteménye 1965-től az Esztergomi Balassa Bálint Múzeumban van). A kiadványban van egy Pilisszentlélek térkép, amelyen megfigyelhető a Pilis-nyergi-víznyelőbarlang földrajzi elhelyezkedése. A térképen 8-as számmal van jelölve a lelőhely.

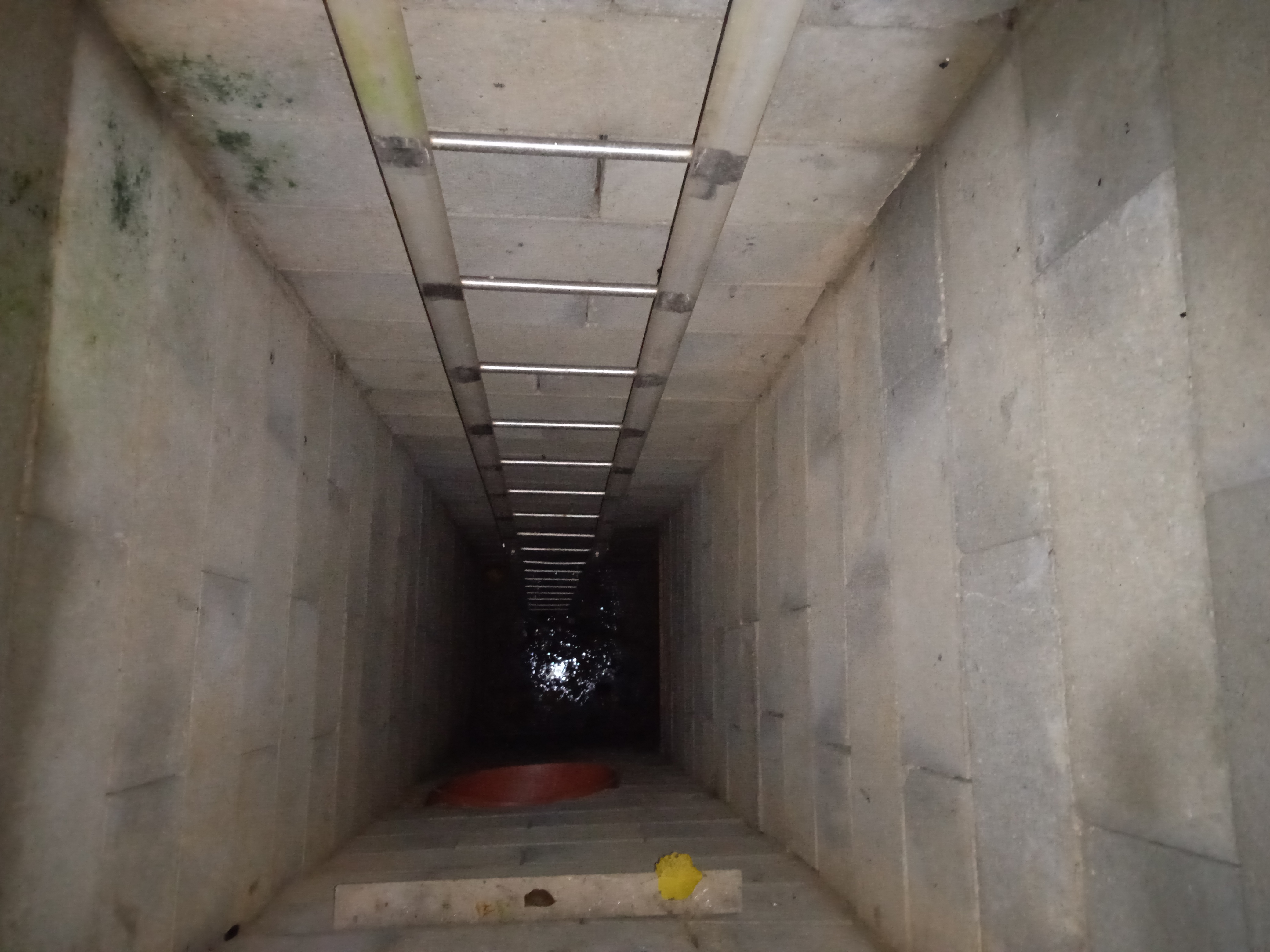
A Pilis-nyergi-víznyelőbarlang bejárati része

Az 1984-ben napvilágot látott, Magyarország barlangjai című könyv országos barlanglistájában szerepel a Pilis hegység barlangjai között a barlang Pilis-nyergi-víznyelő néven. A listához kapcsolódóan látható a Dunazug-hegység barlangjainak földrajzi elhelyezkedését bemutató 1:500 000-es méretarányú térképen a barlang földrajzi elhelyezkedése. 1989-ben a Kadić Ottokár Barlangkutató Csoport állagvédelmi tevékenységet végzett bejáratában. Az 1991. évi Földrajzi Közleményekben publikált tanulmány szerint a sasbércek ferdeségéből következő felemásság, vagyis ÉK-i, K-i oldaluk fedettsége miatt időszakosan még ma is fejlődő víznyelőbarlangjaik, mint karsztperemi nyelők és rejtett karsztok rányelői mind ÉK-i, K-i szegélyükön vannak, például a Pilis-nyergi-víznyelőbarlang.
A Kárpát József által 1991-ben írt kéziratban meg van említve, hogy a Pilisnyergi-viznyelőbarlang (Pilisszentlélek) 62 m hosszú és 26 m mély. A barlang legújabb térképét az Acheron Barlangkutató Szakosztály tagjai 1991-ben készítették el. Kraus Sándor 1997-ben rajzolt egy olyan helyszínrajzot, amelyen a 4852-es barlangkataszteri terület egyik részén lévő barlangok földrajzi elhelyezkedése van ábrázolva. A rajzon látszik a Pilis-nyergi-viznyelő földrajzi elhelyezkedése. Kraus Sándor 1997. évi beszámolójában az olvasható, hogy 1997 előtt is ismert volt a Pilis-nyergi-viznyelőbarlang, amelynek 1997 előtt volt már térképe. A jelentős és veszélyeztetett barlang beomlott. További kutatást igényel. A jelentésbe bekerült az 1997-ben rajzolt helyszínrajz.
A 2000. évi Karsztfejlődésben lévő tanulmányban meg van említve, hogy a Pilis hegységben jelenleg is aktív karsztosodási folyamatok zajlanak. Ezt bizonyítják pl. a Pilis-nyereg körzetében ismert kis víznyelők. A Duna–Ipoly Nemzeti Park Igazgatóság működési területén, a Pilis hegységben elhelyezkedő és 4852/19 kataszteri számú Pilis-nyergi-víznyelőbarlang, 2006. február 28-tól, a környezetvédelmi és vízügyi miniszter 8/2006. KvVM utasítása szerint, megkülönböztetett védelmet igénylő barlang. A 2013-ban publikált, Varga Gábor által írt tanulmányban, a Komárom-Esztergom megyében lévő Esztergomban elhelyezkedő és 2299 lelőhely-azonosítójú Pilis-nyergi-víznyelő a tévesen barlangként nyilvántartott régészeti lelőhelyek közé van sorolva.